# 蜜蜂華報
《蜜蜂華報》是澳門一份創刊於1822年9月12日（清朝道光二年）的葡萄牙文周報，主要創辦人是從葡萄牙保皇黨（亦稱保守派）手上奪取權力的葡萄牙立憲派領袖澳門土生葡人巴波沙（葡萄牙語：Paulino da Silva Barbosa）以及醫生阿美達（葡萄牙語：Jose da Almeida Carvalho e Silva）。該報是立憲派抨擊保守派的輿論工具，內容主要是官方的公告、法令等資訊，總共出版了67期，維持了一年零三个月，因保守派推翻立憲政府而於1823年12月26日停刊，被保守派的《澳門鈔報》取代。
在歷史定位上，學術界存在《蜜蜂華報》擁有「三個第一」的定論，分別是「中國領土上出版的第一份近代報紙」、「澳門歷史上第一份報紙」和「外國人在中國領土上創辦的第一份報紙」，然而有學者如澳門歷史學家湯開建和新聞學博士林玉鳳對相關說法表示懷疑。2015年，林玉鳳提出新理據，指出目前可證的澳門第一份報章應是比《蜜蜂華報》早15年於1807年創刊的《消息日報》（葡萄牙語：Diário Noticioso），認為《蜜蜂華報》的歷史定位應該修正為「目前可找到原件的在澳門出版的第一份報章」和「1820年葡萄牙立憲派革命以後在澳門出版的首份報刊」。

## 歷史

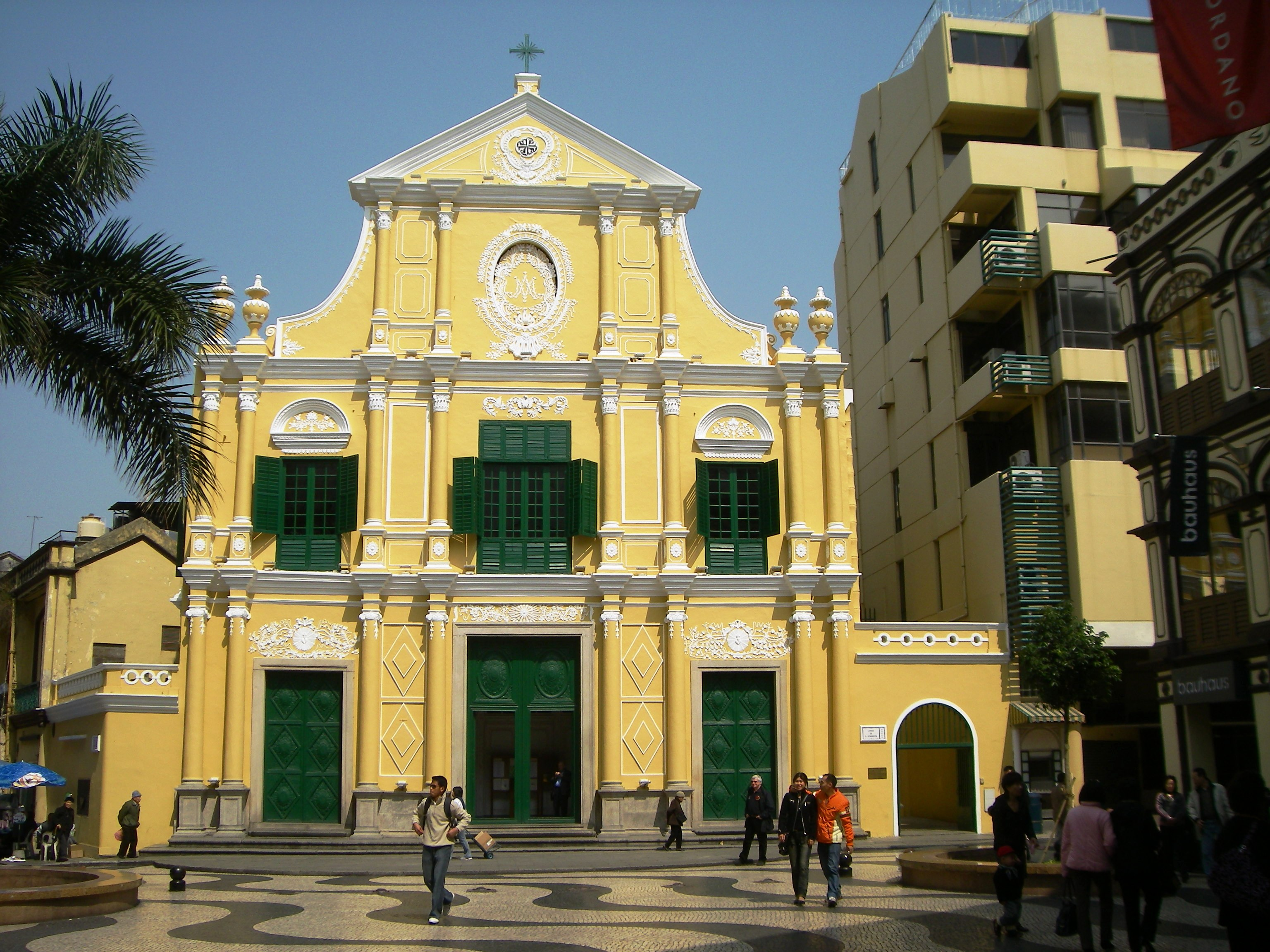
《蜜蜂華報》的創辦地點板樟堂

### 背景
印刷業是澳門最古老的行業之一，其發展歷史早於包括香港在內的鄰近地區。澳門的歐式印刷業可追溯到范禮安和利瑪竇等天主教傳教士來華時期，他們將歐洲印刷術傳到澳門，其中有「亞洲活字印刷術偉大組織者和倡導者」美譽的范禮安更是將一部當時最先進的德國古騰堡印刷機從歐洲運到澳門，印製了大量書籍。1813年，傳教士馬禮遜抵達澳門，他對當地的印刷業有所貢獻，亦翻譯及出版了《聖經》第一個中譯版。
自澳門開埠以來，居澳葡萄牙人一直擁有較大的自治權，直到1783年葡萄牙頒布《王室制誥》後，澳門總督的管治權力大增，居澳葡人的自治權被削弱，逐漸喪失了主導性的社會影響力，引起當地人的不滿情緒。1820年，葡萄牙王國發生政治革命。立憲黨人在首都里斯本成立軍事執政團，推翻帝制，建立君主立憲制度，新政府在翌年通過新聞自由法案，廢除了1737年的禁止海外出版書報法令和自1768年開始實行的新聞檢查制度，促進了葡萄牙新聞事業的發展。葡萄牙政變的消息傳至澳門後，在政治和經濟上備受來自葡萄牙本土的貴族所歧視的土生葡人便想藉立憲運動，從澳督手上奪回權力。

### 創刊
受到葡萄牙本土的革命運動影響，居澳葡人分為立憲派與保守派兩派，當中立憲派以澳門土生葡萄牙人為主體，而保守派則大部分是來自葡萄牙本土的貴族官員，其首領是大法官亞利鴉架（葡萄牙語：Miguel da Arriaga Brumda Silveira，又稱雅廉訪）。立憲派要求保皇派恢復1783年以前的議事政體，被保守派拒絕。1822年8月19日，要求改革的市民發生騷動，立憲派的領袖之一土生葡人巴波沙被選舉為澳門議事會主席後，驅逐被迫辭職的亞利鴉架與澳門總督歐布基出境，恢復了1783年的政體。巴波沙與醫生阿美達隨之著手創辦《蜜蜂華報》，報紙的名稱意為從輿論上無情地像蜜蜂一樣針蜇保皇派:第六章。

### 發行
《蜜蜂華報》創辦於板樟堂，主編是立憲派支持者、天主教多明我會神父貢薩洛·阿馬蘭特（葡萄牙語：Antonio de S. Goncalo de Amarante），逢週四出版，由澳門官印局負責印刷，鉛印。《蜜蜂華報》從創刊起已有明確且強烈的政治目標，該報提倡言論自由，以立憲派的機關報和立憲派政府公報自居，又以立憲黨人的政治需要為最高原則，是立憲黨人的喉舌。
該報的關注點包括歐洲本土以及澳門本地政治鬥爭方面的信息，主要登載當時澳門政府的政府公文、指示、命令、自治機關議事會的通告和會議紀錄等為主，亦有報導中國清朝政府對政治變化的反應、轉載國際新聞和港口的船期班次，以及以社論、讀者來函形式抨擊轄區內的葡萄牙保守派，較少報導與政治無關的新聞如社會新聞和經貿消息:第七章。此外，《蜜蜂華報》同時自身標榜追求民主，以刊登市政議會紀錄和通知所有居澳葡萄牙人參加市政議會的公告方式促進民主運動的發展，在國際新聞的取材上也明顯地傾向於報導世界各地的革命運動消息如巴西獨立運動和葡萄牙和西班牙的資產階段革命等。
《蜜蜂華報》是典型的西方早期近代報刊，在形式上具備了近代報刊「散張，兩面印刷，分欄編排」三個特徵。它屬於小型報章（尺幅爲34×21.4厘米），分左右兩個基本欄，篇幅為4至12頁，平日多為4頁:第四章。

### 停刊

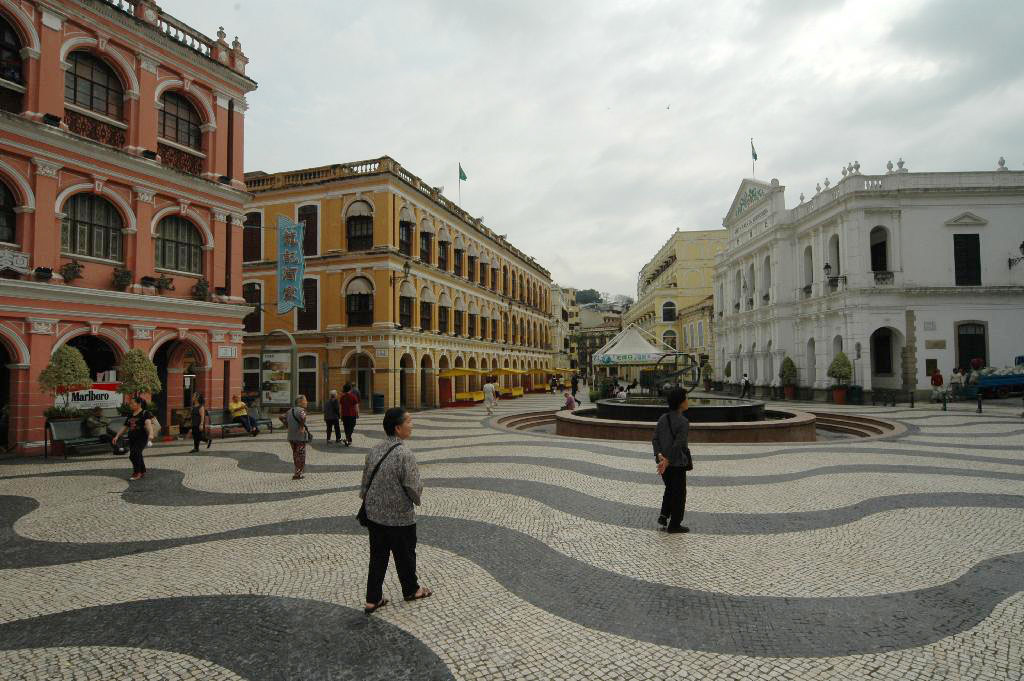
2005年的議事亭前地

1823年6月，葡萄牙本土的保皇派復辟，消息傳到果阿後，葡萄牙印度總督隨即派出包也（Joaquim Mourão Garcez Palha）司令和數百名士兵踏上「沙立曼德拉號」前往澳門，以圖恢復舊政權，然而兩廣總督阮元已得知澳門的葡萄牙人發生了內部衝突，派出了人員前往澳門查問事情經過，又表示不許在中國管轄的領土上（指澳門）鬧事。包也在中方的壓力下從澳門退至九龍大鵬汎海面（今維多利亞港）等待季風回航印度。9月23日，「沙立曼德拉號」在收到保守派的消息後突然駛回澳門，在澳門保守派的協助下潛入市中心議事亭前地並將巴波沙逮捕，保守派在包也的協助下成功奪回政權。
奪回政權的保守派迅速組成以保守派為首的新議事會，開始搜捕立憲派人士，導致大批立憲派市議員、神父、修士、律師甚至一般市民逃往廣州、馬尼拉和新加坡等地。《蜜峰華報》的有關人物除了巴波沙外皆逃往外地，其中阿美雅醫生逃到新加坡後成為了當地的名人，而主編阿馬蘭特神父則逃到印度加爾各答。亞利鴉架在復職後宣告《蜜峰華報》是「立憲派的象徵」，在法院前當眾燒毀。然而《蜜蜂華報》仍然以政府公報倖存了數個月，直至保守派於1824年1月發行《澳門鈔報》取代《蜜蜂華報》為止。

## 意義及影響
普日澳門與西方國家及各殖民地的信息交流頻繁，有條件閱讀來自世界各地不同地區的報紙如英國《泰晤士報》、巴黎《爭論報》、印度的《加爾各答報（Calcutta）》、孟買《Courier Extraordinary 報》、巴西《帝國報（Imperio Do Brasil）》、南非《環球報》等，然而在與中國大陸的信息交流的情況上則相反，《蜜蜂華報》甚少報導中國國內的消息，中國的歷史文獻如《清史稿》、《澳門記略》、《廣州府誌》和《香山縣誌》等也查無《蜜蜂華報》的記載。此外，葡萄牙對外影響力在1820年代初期已大不如前，絕大部分在華外商及澳門華人不會葡文，因此《蜜蜂華報》對當時的外商和華人影響力不大，受該報影響的主要對象是人口數千名的澳門葡人。
《蜜蜂華報》保存了大量1820年代初期關於澳門政局變化和中國政府如何反應的一次文獻，包括了葡萄牙海事暨海外部國務秘書向果阿總督發出的指示和報告，以便指引駐北京主教與中國官員處理有關澳門的事宜、議事會的通告和會議紀錄、議事會與市民的來往信件、來自巴黎，倫敦和紐約報紙對葡萄牙政局和其他事件的報導轉載等。
《蜜蜂華報》甚少以新聞形式報導中國國內消息，從創刊至停刊只報導了5篇有關中國國內的正規新聞，但亦有報導不少與中國有關的信息，例如中葡商人生意往來和中國商品在澳門售賣的消息、中國政府就有關事宜向澳門行政官員質詢的情况以及兩廣總督差官員親臨處理澳門與果阿矛盾的全過程等都有所報導；至於中國國內的新聞，則有嘉慶帝去世、廣東鄕試的消息以及暹羅、琉球等國赴華拜謁等報導。在當時的世界報業體系中，《蜜蜂華報》是獨有的以當時最先進的傳播手段和正規的傳播渠道，定期通過若干條海上通道向世界傳播中國信息的報紙:第五章:第七章。

### 言論自由與公民權利觀念
《蜜蜂華報》是「中國領土上最早引介和探討西方言論自由與公民權利的觀念的文獻」，該報有一篇標題為《記錄》的巴波沙的演說文章，文中表示：「我特許同意所有公民有說話和發表自己的感想，以及誠實地對政治時事發表感言的自由。」反映出《蜜蜂華報》將「澳門人」反抗獨裁、愛國和捍衛澳門利益的形象與言論自由和公民權利的觀點相結合，又將公民參與政治活動定義為「澳門人」的一種行為典範，將「澳門人」定義為擁有「同心合力推翻已忍受多年的獨裁專政的決心」，成為一個愛好自由又有反抗獨裁決心的「想像的共同體」。

### 早期研究的障礙與錯誤
在中國新聞史的研究中，《蜜蜂華報》首次被提及在新聞學研究學者戈公振於1926年所著的《中國報業史》，書中介紹：「A Abelha da Chine（意譯蜜蜂華報）發刊於1822年（道光元年）9月12日。1824年，入一急進黨之手，易名Gazetache Macao。越二年創刊。」學者譚志強和吳志良指出，上述對《蜜蜂華報》的簡介有四點錯誤：
1. 《蜜蜂華報》的葡文名稱為「A Abelha da China」，並非「A Abelha da Chine」；
2. 《蜜蜂華報》於1823年12月26日正式停刊，故不可能在1824年易手；
3. 當時澳門有立憲黨和保皇黨，但不存在所謂的急進黨；
4. 《澳門鈔報》的葡文名稱為「Gazetache de Macau」，並非「Gazetache Macao」。

兩名學者在一篇1998年發表的研究報告中說，中華人民共和國建政後，中國大陸和台灣兩地的相關出版著作都沒有就有關《蜜蜂華報》提出新材料，也沒有對介紹《蜜蜂華報》時出現的錯誤之處作出補充或更正，重複了戈公振的錯誤。他們亦指出，早期《蜜蜂華報》缺乏可供查證的第一手原件，而第二手和三手資料也分散在世界各地，加上資料皆為葡文，故導致中國新聞史學者在研究或介紹《蜜蜂華報》時受到很大的障礙。

### 歷史定位

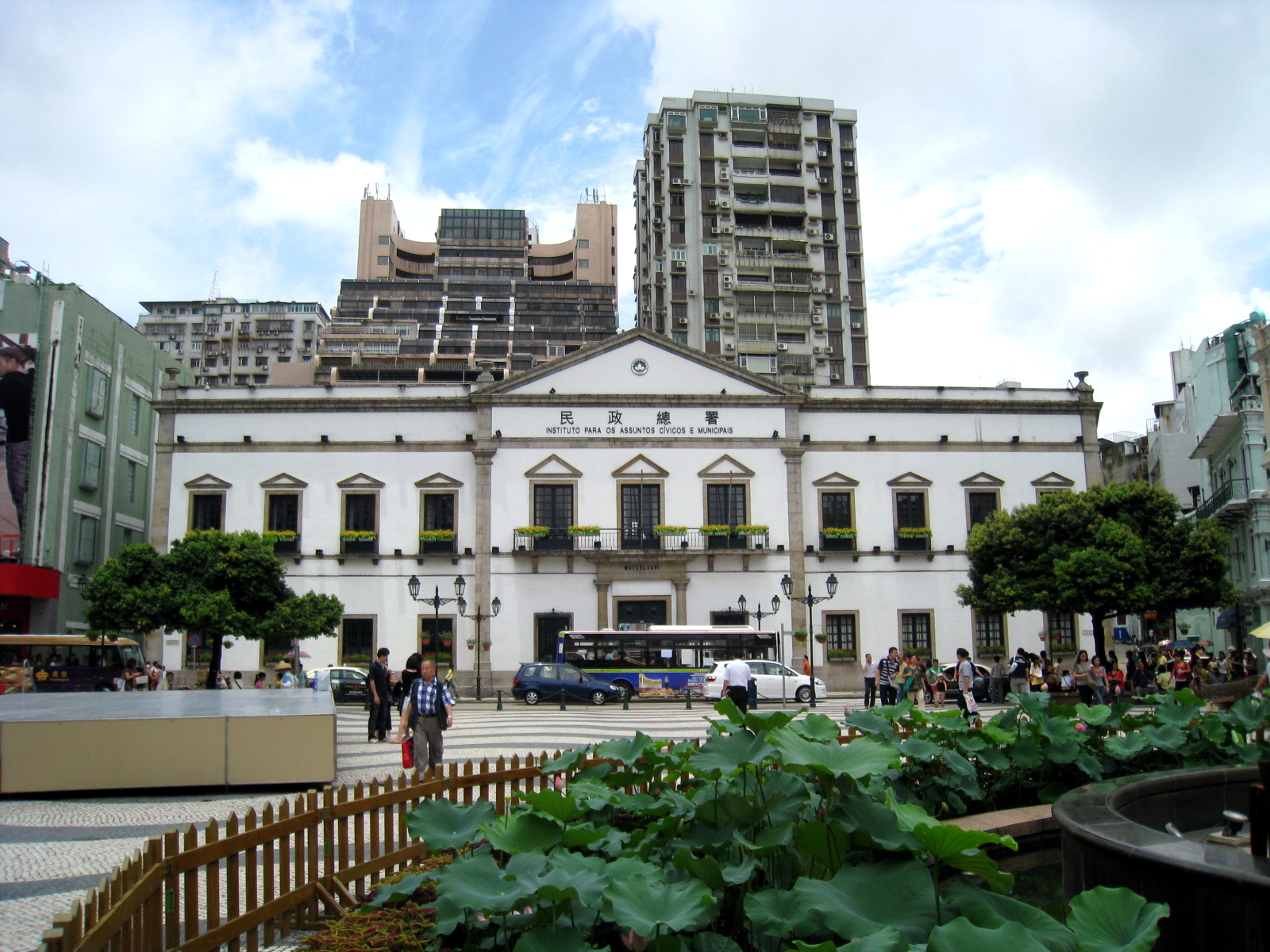
《蜜蜂華報》原件現收藏在市政署大樓圖書館內

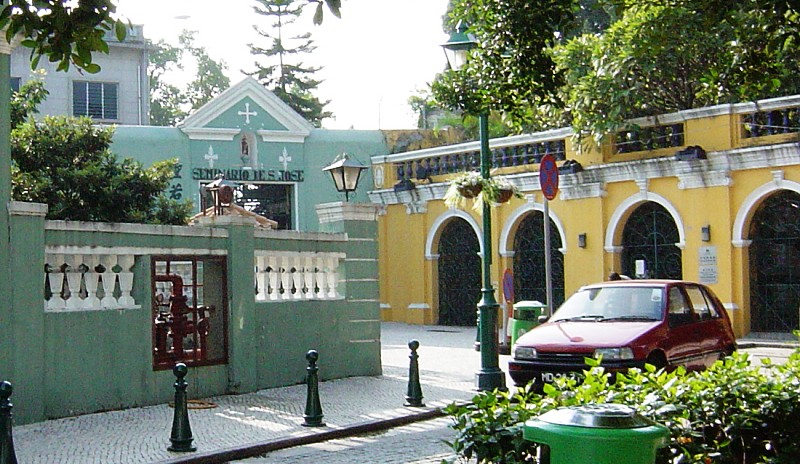
《消息日報》的編寫地點聖若瑟修院（右邊綠色建築）

《蜜蜂華報》在學術界的歷史定位上擁有「三個第一」，分別為：
1. 「中國領土上出版的第一份近代報紙」；
2. 「澳門歷史上第一份報紙」；
3. 「外國人在中國領土上創辦的第一份報紙」

有學者對相關定論表示質疑，歷史學家湯開建曾指出：「澳門早期新聞史中存在的疑竇是很多的。」而新聞學博士林玉鳳則表示疑惑，提出「為何從1588年西方活字印刷術傳入澳門後印刷的首本圖書起，直到1822年《蜜蜂華報》創刊之間的200年內沒都有報刊出版活動？」:1-3
經過10年在歐洲多國的搜證，林玉鳳於2015年提出新理據，指出目前可證的澳門第一份報章應是比《蜜蜂華報》早15年於1807創刊的《消息日報》（葡萄牙語：Diario Noticioso），由拉匝祿修士若阿金·若澤·萊特（葡萄牙語：Joaquim José Leite）在澳門聖若瑟修院編寫。林玉鳳提出《蜜蜂華報》的歷史定位應該修正為「目前可找到原件的在澳門出版的第一份報章」和「1820年葡萄牙立憲派革命以後在澳門出版的首份報刊」。她評論《蜜蜂華報》仍然是「別具意義的報刊」，因為它的出版「標籤著澳門從天主教和基督教傳教士主導出版事業的宗教文化出版年代，過渡到政治功能影響新聞出版業發展的新時代」，他又指出「澳門當時是一個中西文化相當包容的地方，讓不同的人在澳門以中文出版刊物，從而令到澳門產生了很多歷史上的第一。」:207

## 原件重現
《蜜蜂華報》停刊170多年後，澳門學者發現澳門市政廳（現市政署）的圖書館和葡萄牙的古籍圖書館內一直收藏了除一期四頁外的《蜜蜂華報》的所有刊號。1994年，澳門大學和澳門基金會將《蜜蜂華報》的原件拍照翻印為精裝合訂本發行出版。原件現存放於市政署大樓圖書館，只供館內閱覽。

## 外部連結
- 《蜜蜂華報》研究
- 中華印刷通史：近代篇-第十七章-第二節　報刊印刷 （页面存档备份，存于）
- 中國領土上的第一份外文報紙：澳門葡文《蜜蜂華報》
- 澳門百科全書：《蜜蜂華報》（Abelha da China）